# 别山镇
别山镇，是中华人民共和国天津市蓟州区下辖的一个乡镇级行政单位。

## 行政区划
别山镇下辖以下地区：
西史各庄村、东史各庄村、弥勒院村、东定福庄村、青池岭沟村、吴家埝头村、王杠庄村、陈家寨村、二里店村、田家龙湾村、西九户村、南仇庄子村、后楼村、窦家楼村、别山村、窦庄子村、东毛庄村、秀金屯村、双杨树村、西刘庄村、前楼村、西毛庄村、周庄子村、徐官屯村、闻家庄村、岗上村、大康庄村、杨庄子村、下里庄村、东陈辛庄村、小官场村、大官场村、新十百户村、马各庄村、沿河村、小保安镇村、八里铺村、科科村、翠朱庄村、西运庄村、东运庄村、小黄土庄村、锦华庄村、三间房村、管城村、西定府庄村、瓦房村、大黄土庄村、翠南庄村、孔家龙湾村和屈庄子村。
2019年8月，原别山镇新苏庄村、东河套村、东山北头村、山下屯村、西十百户村、西山北头二村、翠辛庄村、西山北头一村、西河套村、洞子峪村、八里铺村、翠屏山村、大云泉寺村、小云泉寺村划现归洲河湾镇管辖。

## 交通
京哈铁路：别山站